# Stefano Maria Clemente
Stefano Maria Clemente (Torino, 23 marzo 1719 – Torino, 19 settembre 1794) è stato uno scultore italiano.

## Biografia

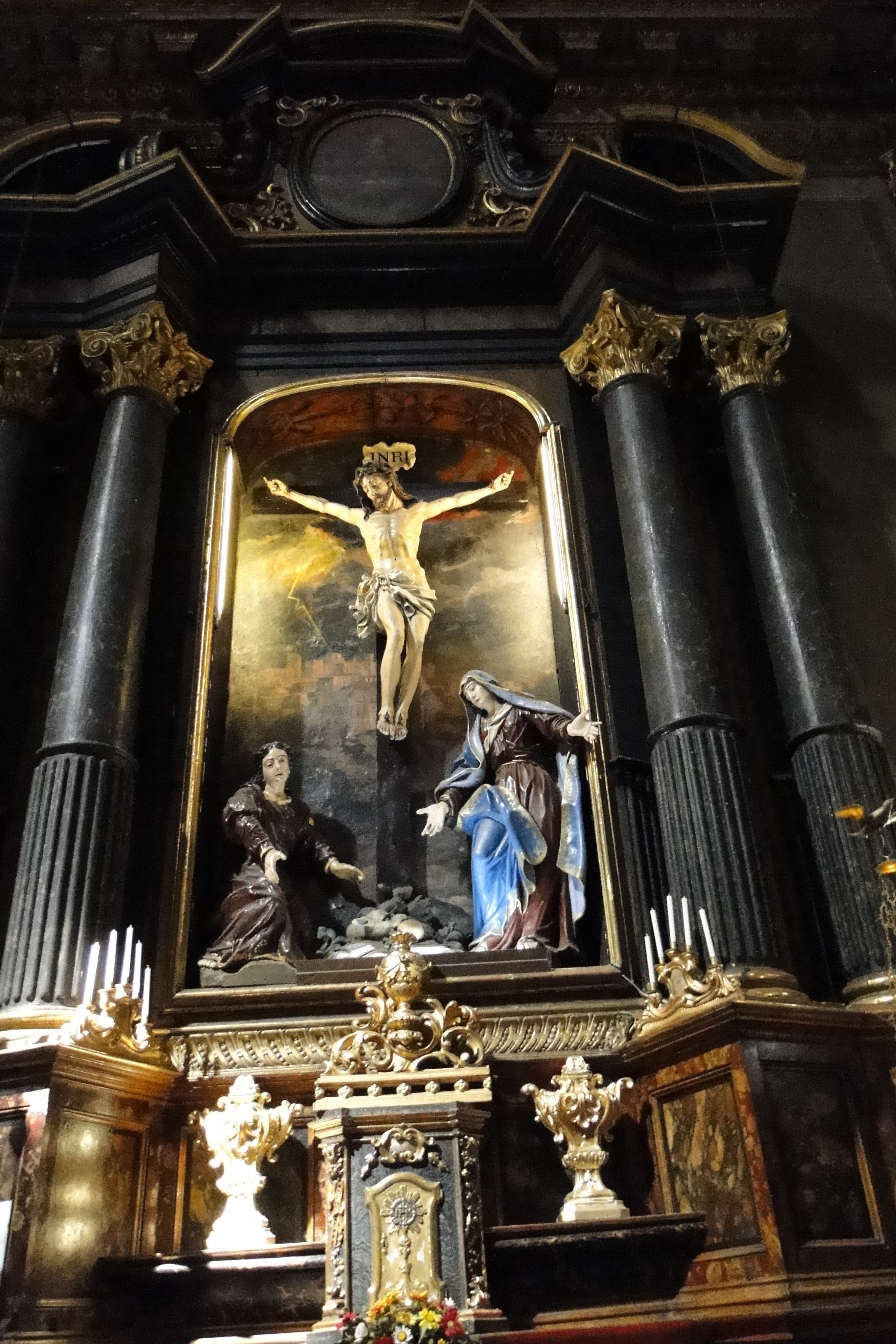
Crocifissione, di Stefano Maria Clemente, altare laterale sinistro della chiesa di San Rocco a Torino

Originario di una famiglia di scultori, dal padre Pietro allo zio Bartolomeo, al fratello Giuseppe Maria, e al nipote Giovanni.
Ebbe un'attività intensa dal 1756 al 1795 grazie anche ad un nutrito numero di collaboratori e seguaci.
Imparò i rudimenti dell'arte dapprima sotto la guida del padre Pietro, scultore di professione, e poi nell'orbita di Simone Martinez. 
Oltre a queste, altre influenze maggiori le assorbirà dal Cornacchini e dal Cametti. 
Da un punto di vista stilistico e formale, Clemente conservò qualche elemento secentesco, tendente ad un linguaggio moderatamente barocchetto, caratterizzato per forme tranquille e sobrie, come appare nella Risurrezione (1758), presente alla Trinità di Bra.
Clemente fu membro della torinese Compagnia di San Luca, con la quale svolse numerosi lavori, tra i quali i Putti e le tre Teste di cherubini, per la chiesa parrocchiale di Carmagnola, il Martirio dei cinque santi scultori per il duomo di Torino.
Nel 1748 Clemente eseguì quattro figure, Addolorata, San Giovanni, le due Marie, tre putti e un angelo, per la Confraternita della Santissima Annunziata di Torino.
Le opere principali furono la Madonna del Rosario (1756) a Orbassano, la Crocifissione (1761) nella chiesa dello Spirito Santo di Torino, gli Apostoli nella chiesa torinese di S.Filippo Neri, la Purificazione, nella chiesa di Sant'Andrea di Bra, una Madonna nella chiesa parrocchiale di San Martino di Tours ad Alpignano, la Presentazione al Tempio (1781) a Sant'Andrea di Bra.
Alla certosa di Collegno sono conservate almeno una decina di sue sculture, tra le quali le porte con i bassorilievi degli Evangelisti. 
Tra le attribuzioni si ricordano quelle di San Giuseppe con angelo che regge il Sacro Cuore (circa 1778), per l'altare di San Giuseppe nella chiesa parrocchiale di San Vittore (Fossano), di  San Antonio da Padova, per la chiesa di San Francesco a Moncalieri, la Madonna del Rosario Ostensorio e Maria Maddalena, nella chiesa della Natività della Vergine di Pozzo Strada, a Torino.
Statue lignee del Clemente si trovano poi ancora a Torino nel Duomo, nella chiesa di Santa Maria al Monte dei Cappuccini, nella chiesa di San Domenico, nel Santuario della Consolata, nella chiesa della Madonna del Carmine, nella chiesa di San Rocco e nella chiesa di San Filippo.
L'ultima lavoro svolto da Clemente risalì al 1774 e lo impegnò fino al 1780, per la chiesa parrocchiale dei Santi Pietro, Massimo e Lorenzo a Collegno.
Clemente morì a Torino il 19 settembre 1794.
Una via gli è stata dedicata a Torino, nel quartiere di San Donato.